# Stróżowa Góra
 Stróżowa Góra (648 m n.p.m.) – wzniesienie w południowo-zachodniej Polsce, w Sudetach Środkowych w Górach Sowich.
Góra położona jest częściowo na terenie Parku Krajobrazowego Gór Sowich, w południowo-zachodniej części pasma Gór Sowich, w Masywie Włodarza, około 3 km na południowy wschód od centrum miejscowości Jedlina-Zdrój, po południowo-zachodniej stronie od Działu Jawornickiego.
Słabo zaznaczony szczyt stanowiący niższy wierzchołek wyrastający z północno-zachodniego zbocza Jedlińskiej Kopy. Stróżowa Góra wyrasta w postaci spłaszczonej kopuły o silnie rozczłonkowanych zboczach opadających na północny zachód w stronę Bystrzycy. Wierzchołek porasta las świerkowo-bukowy regla dolnego, niższe zbocza po stronie północnej pokrywają zarastające łąki i pastwiska. Szczyt i północna część położona jest poza północną granicą Parku Krajobrazowego Gór Sowich.

## Turystyka
Południowym zboczem pod szczytem przebiega szlak turystyczny:
- – czerwony odcinek Głównego Szlaku Sudeckiego prowadzący głównym grzbietem Gór Sowich.